# 11 Parthenope
11 Parthenope este un asteroid din centura de asteroizi. A fost descoperit de Annibale de Gasparis la 11 mai 1850. Este numit după o sirenă din mitologia greacă. Jim Baer și Steven R. Chesley i-au calculat o masă de 6,3×1018 kg cu o densitate de 3,3 g/cm³.  În 2008 Baer a estimat o masă de 6,15×1018.

## Descoperirea și denumirea asteroidului
Parthenope a fost descoperit de astronomul italian Annibale de Gasparis, la observatorul din Napoli, în data de 11 mai 1850, al doilea din șirul numeroaselor sale descoperiri. A fost denumit după o sirenă din mitologia greacă, Parthenope, legendară fondatoare a orașului Neapole / Napoli. De Gasparis „s-a folosit de toate mijloacele sale pentru a realiza o Parthenope în cer, întrucât acesta era numele sugerat de Sir John Herschel la descoperirea asteroidului 10 Hygiea în 1849.”
Primii asteroizi descoperiți au primit câte un simbol astronomic, iar cel atribuit asteroidului 11 Parthenope este .